# Prix mondial Cino Del Duca
De Prix mondial Cino Del Duca is een sinds 1969 uitgereikte Franse literaire prijs.
De prijs werd in het leven geroepen door zakenvrouw Simone Del Duca (1912–2004) en vernoemd naar haar echtgenoot: zakenman, filmproducent en filantroop Cino Del Duca (1899–1967).
De Prix mondial Cino Del Duca eert schrijvers wier literaire of wetenschappelijke werken het moderne humanisme vooruit helpen. Met een prijzengeld van 200.000 euro is het een van 's werelds rijkelijkst beloonde literatuurprijzen.
Simone Del Duca richtte in 1975 de Fondation Simone et Cino Del Duca op. Die instelling reikt sindsdien de prijs uit. Na haar dood werd de Fondation Simone et Cino Del Duca bij het Institut de France ondergebracht.

## Prijswinnaars
- 1969 : Konrad Lorenz, Oostenrijks zoöloog en ornitholoog
- 1970 : Jean Anouilh, Baskisch-Frans toneelschrijver
- 1971 : Ignazio Silone, Italiaans schrijver en politicus
- 1972 : Victor Weisskopf, in Oostenrijk geboren Amerikaans theoretisch natuurkundige.
- 1973 : Jean Guéhenno, Frans schrijver
- 1974 : Andrei Sakharov, Russisch atoomgeleerde
- 1975 : Alejo Carpentier, Cubaans romanschrijver, essayist en musicoloog
- 1976 : Lewis Mumford, Amerikaans historicus
- 1977 : Germaine Tillion, Frans etnoloog
- 1978 : Léopold Senghor, Senegalees staatsman, dichter en filosoof
- 1979 : Jean Hamburger, Frans chirurg en essayist
- 1980 : Jorge Luis Borges, Argentijns dichter, essayist en schrijver van korte verhalen
- 1981 : Ernst Jünger, Duits schrijver
- 1982 : Yaşar Kemal, Turks schrijver van Koerdische oorsprong
- 1983 : Jacques Ruffié, Frans hematoloog en schrijver
- 1984 : Georges Dumézil, Franse linguïst, mytholoog en godsdienstwetenschapper
- 1985 : William Styron, Amerikaans schrijver
- 1986 : Thierry Maulnier, Frans schrijver, journalist en literatuurcriticus
- 1987 : Denis Parsons Burkitt, Iers chirurg
- 1988 : Henri Gouhier, Frans filosoof en historicus
- 1989 : Carlos Chagas Filho, Braziliaans arts en bioloog
- 1990 : Jorge Amado, Braziliaans schrijver
- 1991 : Michel Jouvet, Frans neurobioloog
- 1992 : Ismail Kadare, Albanees schrijver
- 1993 : Robert Mallet, Frans schrijver
- 1994 : Yves Pouliquen, Frans oogheelkundig onderzoeker
- 1995 : Yves Bonnefoy, Frans dichter en essayist
- 1996 : Alain Carpentier, Frans hartchirurg
- 1997 : Václav Havel, Tsjechisch schrijver, dissident en politicus
- 1998 : Zhen-yi Wang, Chinees pathofysioloog
- 1999 : Henri Amouroux, Frans historicus
- 2000 : Jean Leclant, Frans Egyptoloog
- 2001 : Yvon Gattaz, Frans zakenman
- 2002 : François Nourissier, Frans journalist en schrijver
- 2003 : Nicole Le Douarin, Frans embryoloog
- 2004 : (geen prijs toegekend)
- 2005 : Simon Leys, Belgisch schrijver, essayist, vertaler, literatuurcriticus en eminent sinoloog
- 2006 : Jean Clair, Frans essayist en kunsthistoricus
- 2007 : Mona Ozouf, Frans historicus en filosoof
- 2008 : Mario Vargas Llosa, Peruaans Spaans schrijver
- 2009 : Milan Kundera, Tsjechisch Frans schrijver
- 2010 : Patrick Modiano, Frans schrijver
- 2011 : (geen prijs toegekend)
- 2012 : Trinh Xuan Thuan, Vietnamees Amerikaans astrofysicus
- 2013 : Robert Darnton, Amerikaans historicus
- 2014 : Andreï Makine, Frans schrijver van Russische afkomst
- 2015 : Thomas W. Gaehtgens, Duits kunsthistoricus
- 2016 : Sylvie Germain, Frans schrijver
- 2017 : Benedetta Craveri, Italiaans schrijver
- 2018 : Philippe Jaccottet, Zwitsers schrijver
- 2019 : Kamel Daoud, Algerijns schrijver en journalist
- 2020 : Joyce Carol Oates, Amerikaans schrijver
- 2021 : Maryse Condé, Frans schrijfster afkomstig uit Guadeloupe
- 2022 : Haruki Murakami, Japans schrijver en vertaler
- 2023 : Dương Thu Hương, Vietnamees schrijver
- 2024 : Yasmina Reza, Frans toneelschrijver
- 2025 : Boualem Sansal, Algerijns Frans schrijver[1]